# Guo Moruo

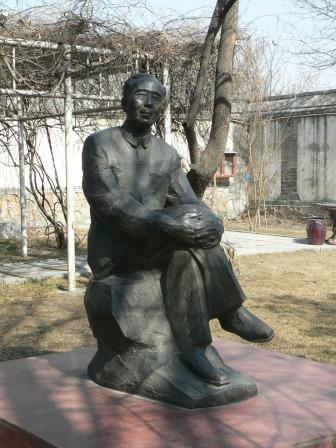
Statuia lui Guo Moruo din piaţa Shichahai din Beijing

Guo Moruo (în chineză: 郭沫若; pinyin: Guō Mòruò; în Wade-Giles: Kuo Mo-jo) sau Go Mo-jo, numit și Dingtang (鼎堂) (n. 16 noiembrie 1892, Leshan⁠(d), Dinastia Qing – d. 12 iunie 1978, Beijing, Republica Populară Chineză) a fost un scriitor, istoric și arheolog chinez. Membru al Partidului Comunist, a deținut și o funcție politică în cadrul provinciei Sichuan. A participat și la lupta de eliberare a Chinei.
Scrierile sale sunt revoluționar-romantice, fiind evocate tradițiile de luptă ale poporului său. A realizat și studii privind societatea chineză antică.
A fost ales membru al Academiei Chineze de Științe și a îndeplinit funcția de președinte al instituției în perioada octombrie 1949 – iunie 1978. A fost ales, de asemenea, membru de onoare din străinătate al Academiei Române în 1957, iar diploma și insigna de membru de onoare al Academiei Române i-au fost înmânate în ianuarie 1966 de ambasadorul român Dumitru Gheorghiu.

## Scrieri
- 1921: Zeița ("Nüshen")
- 1923: Cer înstelat ("Xingkong")
- 1925: Trei femei răsculate ("Sange panni-de nüxing")
- 1928: Autobiografie ("You-nien shihtai")
- 1928: Reconstrucția ("Huifu")
- 1928: Avangarda ("Qianmao")
- 1937: Glasul războiului ("Zhansheng jī")
- 1942: Qü Yuan
- 1958: Imn pentru China nouă ("Xin hua song").

## Traduceri
- Go Mo-jo - Ospățul lui Confucius  (Editura Pentru Literatura Universală, 1965), prefață de Alexandru Oprea